# Randy Brock

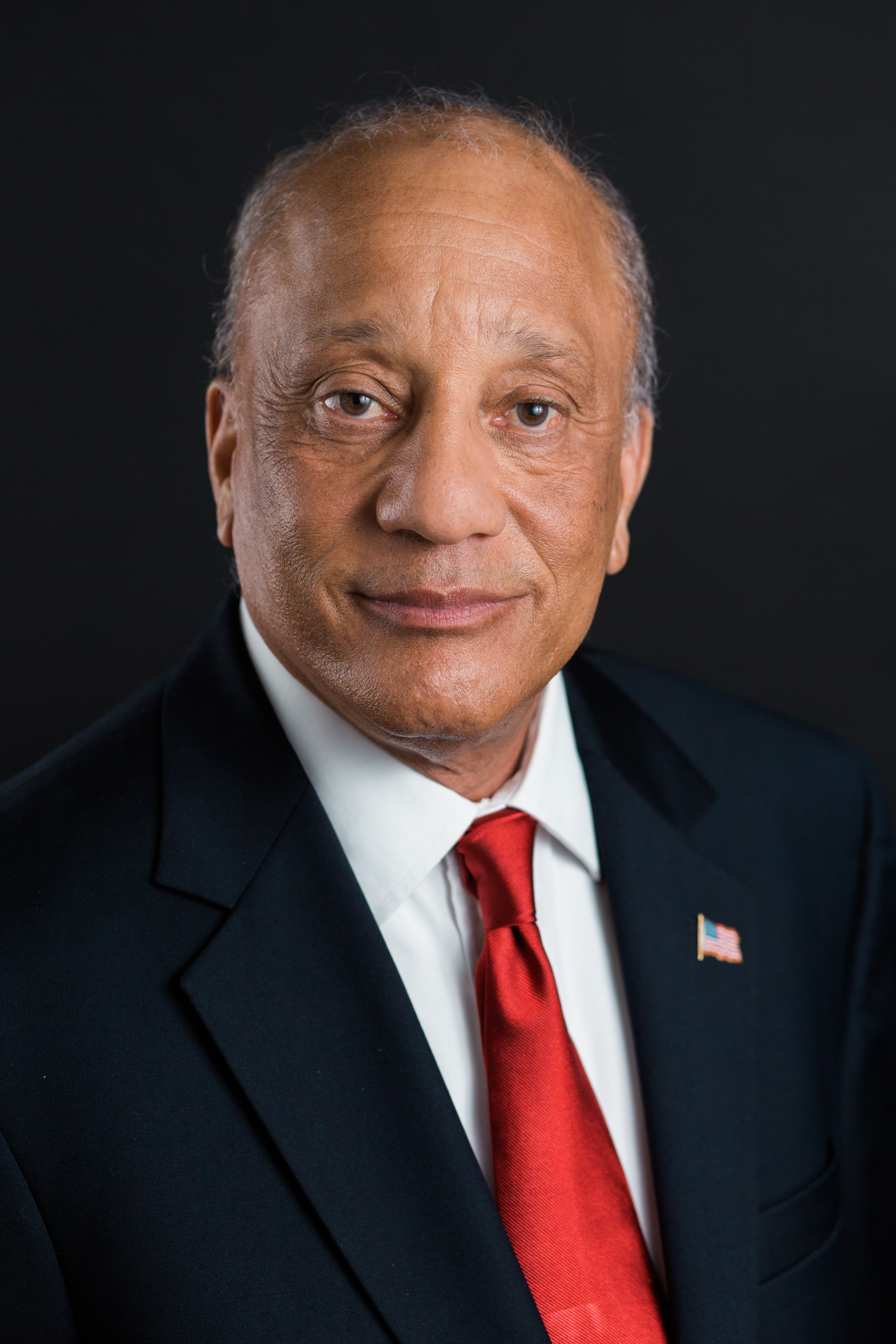
Randolph D. Brock III

Randolph D. Brock III genannt Randy Brock (* 28. September 1943 in Philadelphia, Pennsylvania) ist ein US-amerikanischer Politiker, der von 2005 bis 2007 State Auditor von Vermont war.

## Leben
Brock wurde in Philadelphia, Pennsylvania geboren. Er hat einen Bachelor vom Middlebury College und einen Master of Arts von der Yale University.
Brock diente in der United States Army, erreichte den Rang eines Captains. Er war im Vietnam-Krieg und erhielt den Bronze Star und eine Army Achievement Medal.
Für Fidelity Investments war er stellvertretender Vorsitzender.
Im Jahr 2004 wurde Brock als Mitglied der Republikanischen Partei, zum State Auditor gewählt, er gewann die Wahl gegen die Kandidatin der Demokratischen Partei und Amtsinhaberin Elizabeth M. Ready. Die Wahl im Jahr 2006 verlor er gegen den Kandidaten der Demokratischen Partei Thomas M. Salmon, dem Sohn des ehemaligen Gouverneur von Vermont Thomas P. Salmon. In der ersten Abstimmung führte Brock mit 137 Stimmen. Jedoch forderte Salmon eine Neuauszählung und am 21. Dezember 2006 wurde Salmon zum Sieger erklärt, mit einem Vorsprung von 102 Stimmen.
Im Jahr 2008 wurde Brock in den Senat von Vermont. Wiedergewählt wurde er im Jahr 2010.
Brock kandidierte im Jahr 2012 für das Amt des Gouverneurs von Vermont. Die Wahl verlor er gegen Peter Shumlin.
Randy Brock ist mit Andrea Forrest Brock verheiratet, das Paar hat eine Tochter.